# Загрязнение нефти в трубопроводе «Дружба» (2019)
Загрязнение нефти в трубопроводе «Дружба» (системе магистральных нефтепроводов, проходящих из России по территории Белоруссии, Польши, Германии, Латвии, Литвы, Украины, Чехии, Словакии, Венгрии и Хорватии) было обнаружено в апреле 2019 года. Существенное загрязнение поступающей по трубопроводу из России нефти хлорорганическими соединениями привело к остановке транспортировки нефти.

## Ход событий
Вечером 19 апреля 2019 года в Белоруссии было зафиксировано повышение уровня содержания хлоридов в поступающей из России нефти. Объём загрязнённой нефти составил 4,3 миллиона тонн. В апреле транзит российской нефти ограничила Белоруссия и остановила Польша. Оператор польского участка нефтепровода «Дружба» компания PERN сообщила, что НПЗ в Польше и Германии не могут принимать и перерабатывать нефть с такими показателями, с какими она приходит в польский пункт приёмки поставок «Адамово» — при максимально допустимых 10 единицах концентрация хлоридов в нефти колебалась в диапазоне от 80 до 330 единиц. Вслед за Польшей от загрязнённой российской нефти отказались Чехия и венгерская нефтегазовая компания MOL.
30 апреля Белоруссия полностью прекратила приём некачественной нефти из РФ до её полного вытеснения из нефтепровода «Дружба».
Загрязнённую нефть, поставки которой привели к остановке транзита, и с российской, и с белорусской стороны границы сливают в резервуары. Общий объём загрязнённой хлорорганическими соединениями нефти — более 170 тысяч тонн. Министерство энергетики России заявило, что незагрязнённая нефть поступит на Мозырский нефтеперерабатывающий завод 2-3 мая, а в порт Усть-Луга — 7 мая.
Белнефтехим уточнил, что в начале мая заработает только одна ветка нефтепровода «Дружба», а на полное восстановление потребуется нескольких месяцев.
Глава «Транснефти» Николай Токарев на встрече с президентом РФ 30 апреля сказал, что некачественную нефть в нефтепровод «Дружба» намеренно сливало частное самарское предприятие-коллектор «Самаратранснефть-терминал», а материалы дела о мошенничестве уже переданы в управление ФСБ по Самарской области. Путин ответил, что история с загрязнённой нефтью нанесла России ущерб и предложил поменять систему контроля. В ООО «Самаратранснефть-терминал» заявили, что узел слива и компаундирования нефти (УСИКН) Самара-Унеча, на котором и произошёл вброс загрязненной нефти, действительно ранее принадлежал им, но в декабре 2017 года он был продан Городской инновационно-лизинговой компании, а позже его взяла в лизинг, а затем купила компания ООО «Нефтеперевалка». Позже выяснилось, что компания «Нефтеперевалка» принимает нефть четырёх производителей, не входящих в вертикально интегрированные компании. Одним из этих производителей является компания «Волга-Ойл», зарегистрированная в Ульяновской области. Согласно СМИ, представители «Волга-Ойл» привозили на данный узел загрязнённую хлоридами скважинную жидкость, которую закачивали в трубопровод, из которого выкачивался аналогичный объём качественной нефти; последняя вывозилась для переработки на один из частных НПЗ региона, где превращалась в нефтепродукты и продавалась. В результате действий подозреваемых 8 резервуаров парка в Лопатино было приведено в непригодное для эксплуатации состояние.
По утверждениям ряда источников, хлорорганические соединения могли использоваться при добыче нефти для повышения нефтеотдачи пласта или борьбы с отложениями парафина в скважине. Представители крупнейших нефтедобывающих компаний отрицают их использование, однако повышенное содержания хлоридов в поставляемой нефти выявлялось и ранее. По словам анонимных источников в отрасли, небольшие превышения нормы являются «стандартной практикой».
Всего, по данным ОАО «Гомельтранснефть Дружба», в нефтепроводах России, Белоруссии, Украины и Польши скопилось 5 млн тонн некондиционной российской нефти с высоким содержанием хлорорганики. Белнефтехим намерен потребовать от российской стороны компенсации издержек из-за поставки в Белоруссию некачественной нефти сорта Urals, однако сумма ущерба ещё не уточнена. 2 мая правительство Польши решило распечатать нефтяные резервы, а в Белоруссию стала поступать «чистая» нефть из России. Некондиционную нефть с территории Белоруссии будут вывозить по железной дороге и компаундировать её (подмешивать к нормальной нефти) уже в Новороссийске. 17 мая «Белнефтехим» приостановил транзит российской нефти по трубопроводу «Дружба» в Польшу и Украину из-за отсутствия свободных резервуаров на украинской территории для откачки «грязной» нефти, находящейся в трубопроводе. ОАО «Гомельтранснефть Дружба» обеспечивает прокачку нефти, соответствующей стандарту, в направлении Мозырского НПЗ. По сообщению пресс-службы Министерства энергетики Казахстана в Нур-Султане рассчитывают на компенсацию от России за загрязнение 598,9 тыс. тонн нефти в нефтепроводе «Дружба» и недополученную из-за этого выручку. По словам вице-министра энергетики Казахстана Асета Магауова, страна предварительно договорилась с покупателями о приобретении загрязнённой нефти со скидкой. В период с 15 апреля по 6 мая 2019 года в порту Усть-Луга было отгружено шесть танкеров некондиционной нефти из ресурсов казахстанских производителей, хотя АО «КазТрансОйл» обеспечило сдачу ресурсов с качественными характеристиками согласно ГОСТу.
В конце мая начался возврат «грязной» нефти по нефтепроводу «Дружба» с территории Белоруссии на территорию России для восстановления транзита российской нефти в Европу. Транснефть планирует смешивать загрязненную нефть с чистой в региональных хранилищах в России, доводя содержание загрязнителей до нормативного уровня. Часть покупателей, однако, отказалась от приобретения такой смеси или потребовала значительных скидок, объясняя это необходимостью в более чистой нефти или опасениями, что уровень загрязнения будет выше заявленного. В рамках ПМЭФ-2019 руководитель «Транснефть» Николай Токарев сообщил, что на полную очистку нефтепровода уйдёт «порядка 6-8 месяцев», а заместитель главы РЖД Алексей Шило сообщил, что железнодорожники продолжат вывозить грязную нефть из нефтепровода с территорий Белоруссии и России в резервуары Новороссийского порта.

## Последствия
В июле 2019 года в Литве был задержан бывший гендиректор компании ООО «Самаратранснефть-терминал» Роман Ружечко, подозреваемый российскими следователями в причастности к загрязнению нефтепровода. После задержания стало известно, что Ружечко обратился к властям Литвы за политическим убежищем.
В марте 2020 года Литва предоставила политическое убежище Роману Ружечко. В России Ружечко предъявлены обвинения по трем статьям Уголовного кодекса.
Утверждённый «Транснефтью» размер компенсаций составил $15 за баррель.